# Твердохлебы (Кобелякская городская община)
Твердохлебы (укр. Твердохліби) — село, Кобелякская городская община, Полтавский район, Полтавская область, Украина.
Код КОАТУУ — 5321881704. Население по переписи 2001 года составляло 32 человека.

## Географическое положение
Село Твердохлебы находится в 4-х км от левого берега дельты реки Ворскла, в 2,5 км от села Орлик.

## Известные люди
В селе родился Герой Советского Союза Андрей Семёнов.